# Никаноров, Спартак Петрович
Спартак Петрович Никаноров (30 августа 1923, Москва — 29 января 2015) — советский и российский ученый в области организационного управления, методологии разработки информационных систем и концептуального анализа, математик и инженер-изобретатель. В советское время являлся главным конструктором по группе оборонных отраслей комплексной Системы управления разработками (СУР) для крупного разрабатывающего предприятия и его кооперации (12 НИИ разных оборонных отраслей). Награждён орденами, медалями.
В России С. П. Никаноров — один из наиболее известных учёных в области теории систем.

## Биография
Окончил физфак МГУ (1950). В 1941—1967 годах работал в оборонной промышленности. Тесно сотрудничал — они познакомились в 1963 году — с Побиском Георгиевичем Кузнецовым, став его соратником и другом (впоследствии именно Никаноров подготовит и сдаст его личный архив государству).
С марта 1967 по сентябрь 1970 года — главный специалист ЛаСУРс МГПИ им. В. И. Ленина.
С 1970 по 1975 год главный специалист (научно-исследовательского сектора) института «Оргэнергострой» Минэнерго СССР. Учебник Wiley отмечает, что с 1973 года при Всесоюзном научно-техническом обществе радиотехники, электроники и связи (ВНТОРЭС) им. А. С. Попова был организован семинар «Системный анализ в проектировании и управлении» (Ф. Е. Темников, Ю. И. Черняк, С. П. Никаноров). В 1975-81 гг. заведующий лабораторией, заведующий сектором, отделом ЦНИПИАСС Госстроя СССР. В 1981-87 гг. заведующий сектором ЦНИИпроекта Госстроя СССР (М. Рац вспоминал, что совместными с ним усилиями они устроили туда тогда Г. П. Щедровицкого), с 1987 по 2001 год заведующий отделом концептуального проектирования организаций ЦНИИЭУС Госстроя СССР, затем Минстроя РФ и Госстроя РФ.
Принимал активное участие в работе созданной в 1992 году в МФТИ кафедры прикладных концептуальных методов.
С 1993 года — президент Ассоциации концептуального анализа и проектирования, научный консультант различных институтов и организаций.
В 1996—1999 гг. заместитель председателя направления по вопросам национальной безопасности экспертного совета Комитета по безопасности Государственной Думы РФ (второго созыва).
Под его началом защищены десятки дипломных работ, ряд кандидатских и докторских диссертаций.
Награждён орденами («Октябрьской революции», «Знак Почета», «Трудового Красного Знамени»), медалями («За доблестный труд в Великой Отечественной войне», «За победу над Германией» и др.). Скончался после тяжелой и продолжительной болезни.
Трое сыновей, внуки, правнуки. Жил в Москве по адресу: улица Маршала Василевского, дом 13. Затрагивал биографию С. П. Никанорова в своей книге «Третий проект — 3» Максим Калашников.

## Научный вклад
Один из наиболее известных учёных в области теории систем, и в частности по концептуальному метамоделированию и проектированию, он также назывался как крупный специалист (уже в советское время) или ведущий ученый в сфере системного анализа.
Автор и разработчик метода концептуального проектирования систем организационного управления (КП СОУ), отмеченный притом в рамках выявления методологии системных исследований. С. Б. Чернышёв в 2008 году отмечал, что Никаноров является «и по сей день известным только очень узкому кругу корифеем системной практики и системной науки».
Как отмечает про Спартака Никанорова, как специалиста по системному анализу, заместитель заведующего кафедрой анализа социальных институтов НИУ ВШЭ доктор наук Абрамов Роман Николаевич:
Многие годы он работал в закрытых НИИ и после участия в переводе американского отчета по использованию PERT стал распространять эту систему в СССР как наиболее эффективную при разработке новой сложной техники и технологий с участием коллективов из различных дисциплинарных областей и использованием разнородных материальных объектов, ресурсов и т. п. Тогда С. П. Никаноров работал в системе Государственного комитета по радиоэлектронике СССР и в первой половине 1960-х годов провел интенсивную кампанию в виде издания брошюр, проведения лекций для хозяйственной элиты страны для привлечения сторонников системы PERT. Соединив кибернетику, интерес к американским военным инновациям, советскую веру в планирование и применив талант популяризатора, С. П. Никаноров нашел поддержку в среде технократов высокого уровня, и во многих НИИ проводилась «PERTизация» систем организации работы над сложными проектами, о чем свидетельствуют и мемуары инженеров.

Никаноров являлся одним из первых в СССР пропагандистов новаций западной управленческой науки — таких, как «сетевое планирование» и «программно-целевые методы управления». Но к концу 1960-х годов Никаноровым была разработана собственная оригинальная методология, позволяющая моделировать и оптимизировать функционирование любых систем, в том числе предприятий и организаций. Разработка шла сначала под руководством Министерства радиопромышленности — советского ведомства, занимавшегося системами ПВО и противоракетной обороны, затем под эгидой Госстроя.— Константин Фрумкин
Зав. кафедрой ГУУ д-р наук проф. Антонов В. Г. отмечал, что Никаноров «впервые выдвинул идею концептуального управления, а применительно к системам ПВО и ПРО начал разрабатывать методы „управления управлением“».
Профессор Василенко Валентин Александрович указывает С. П. Никанорова среди авторов основных работ о сетевых методах планирования, опубликованных в СССР вначале 60-х годов, а также подчеркивает его роль для инициирования моделирования с научно-прикладными разработками в оборонной сфере в исследовательских институтах Министерства обороны.
В работах С. П. Никанорова и его школы создан теоретический аппарат концептуального моделирования, анализа и синтеза, позволяющий на строгом математическом языке описать методологию построения концептуальных моделей предметных областей и целенаправленных систем.
Его работы посвящены вариативности в создании новых проектных решений за счет формализации концептуальных понятий предметных областей с использованием аппарата ступеней, базирующегося на теории родов структур Бурбаки. В. Волкова отмечала, что задумка Никанорова создать специальную системную математику, так ему и не удалась.
Профессор Нестеров Анатолий Васильевич отмечал, что С. П. Никаноров предложил принцип генетического проектирования, в соответствии с которым при изменении проекта (фенотипа) всегда имеется возможность отыскать все элементы генотипа (совокупности неделимых элементов) и внести в них изменения.
Как отмечает д.филос.н. проф. Н. С. Розов, в России группой специалистов по системному анализу под руководством С. П. Никанорова разработана и опробована в десятках предметных областей методология концептуального моделирования, которую можно также назвать подходом к концептуальному синтезу сложных системных теорий. В своей книге «Структура цивилизации и тенденции мирового развития» (Новосибирск, 1992) Розов, используя идеи Арнольда Тойнби, Альфреда Кребера и Спартака Никанорова разработал основы социокультурных исследований вместе с базовым концептуальным исследовательским аппаратом.
Критиковал концепцию Никанорова в его исследовании «Уроки СССР» Сергей Николаевич Белкин.
В работе «„Truth“ and fiction : Conspiracy Theories in Eastern European Culture and Literature» отмечается, что А. Проханов в начале 1990-х годов, по всей видимости, под влиянием в частности Никанорова стал употреблять термин «организационное
оружие». Там же указывается, что по предположению Никанорова, этот термин впервые использовал Сергей Солнцев (также как и Никаноров — эксперт в области концептуального проектирования систем управления): «Для обозначения широкого разнообразия приемов, блокирующих продуктивную деятельность организаций. … Термин очень быстро стал популярным. Трагедия краха СССР объяснялась как следствие применения против него организационного оружия». Согласно другому источнику, обозначенный термин применялся Никаноровым и Солнцевым — однако они не являлись его авторами. Последний же источник утверждает, что на протяжении длительного времени работы С. Никанорова и С. Солнцева для Минобороны и Генштаба РФ считались краеугольным камнем российских концептуальных подходов к пониманию и развитию войн гибридного типа, и особенно в стадии криптографического давления.
Мнение С. П. Никанорова по поводу деятельности СНБ США приводит в своем учебнике «Основы теории национальной безопасности» (2018) профессор Ирина Кардашова.
В монографии под научной редакцией проф. Н. С. Розова «Разработка и апробация метода теоретической истории» (2001) С. П. Никаноров называется как «видный системный теоретик».
«Отечественный классик организационной науки», — именуют Никанорова в журнале «Методы менеджмента качества» (№ 9 за 2009 г.).
 Не многие знают, например, что он является, наряду с академиком и кибернетиком В.М. Глушковым, одним из идеологов создания автоматизированных систем управления (АСУ) общегосударственного уровня и наиболее известных отраслевых автоматизированных систем, в том числе в отраслях ТЭК, включая угольную промышленность периода СССР

## Научная школа
Как отмечает членкор РАН Д. А. Новиков: «Среди советских, а далее — российских, „системных“ научных школ нельзя не упомянуть два мощных научно-прикладных течения: „методологическую школу“ Г. П. Щедровицкого и учеников С. П. Никанорова — „школу концептуального анализа и проектирования систем организационного управления“».
В 1978 году познакомился с ним Захирджан Кучкаров, ставший одним из его ближайших учеников и последователей. Своим учителем называл Никанорова Сергей Борисович Чернышёв.
В 1991 году С. П. Никаноров и его ученица Наталья Константиновна Никитина при проведении исследовательской работы по развитию города Жуковского впервые ввели в научный и общественный оборот термин «наукоград».
Также к основанной Никаноровым школе концептуального анализа и проектирования причисляется доцент кафедры концептуального анализа и проектирования МФТИ Елена Владимировна Малиновская.
Отмечал влияние на себя С. П. Никанорова Геннадий Прокопьевич Мельников.
Заместитель директора Высшей школы управления проектами НИУ ВШЭ Ильина Ольга Николаевна отмечала, что в современном отечественном управлении проектами системный подход развивался в частности в научной школе С. П. Никанорова.
В 2015 году прошли первые Никаноровские чтения, именованные в честь С. П. Никанорова.
- Никаноровские чтения: третья научно-практическая конференция Школы КАиП СОУ, 25 ноября 2017 года, Москва : сборник статей. Москва: ДиБиЭй-Концепт, 2017. ISBN 9785906476098

## Публикации
Автор свыше 250 публикаций.
- Словарь терминов по системе PERT. Сост. С. П. Никаноров по «Руководству по системе PERT/Cost». ОНТИ. — М.: 1963. — 31 с.
- Система «ПЕРТ», её история, обоснование, применение и оценка. Изд. СНХ СССР. — М.: 1963. — 59 с.
- Основные понятия систем СПУ, их классификация и принципы построения. // Основные положения по разработке и применению систем сетевого планирования и управления / Никаноров С. П. и др.; Госкомитет СССР по координации НИР. — М.: Экономика, 1965. — 60 с.
- «Применение методов сетевого планирования и управления (СПУ) на промышленных предприятиях» (М.: Знание, 1966)
- Проблематика организации научных исследований и разработок. Труды 1-й Московской конференции молодых ученых «Проблемы организации научных исследований и разработок», декабрь 1964 г. — М.: Наука, 1967, с. 23-34.
- Системный анализ: этап развития методологии решения проблем в США // В кн.: Оптнер С. Л. Системный анализ для решения деловых и промышленных проблем. — М.: Советское радио, 1969. — 216 стр. С. 24-25. https://gtmarket.ru/library/basis/5775/5776
- Системный анализ и системный подход // Системные исследования. Методологические проблемы : Ежегодник, 1971. — М.: Наука, 1972. Комм.: приводится в перечне литературы в статье «Системный анализ» в БСЭ.
- Никаноров С. П., Персиц Д. Б. Метод формального проектирования целостных систем организационного управления. Рефераты докладов Международного симпозиума по проблемам организационного управления и иерархическим системам, г. Баку, сентябрь — октябрь 1971 г. — М.: ИПУ АН СССР, 1972. с. 53-56.
- Никаноров С. П., Персиц Д. Б. Формальное проектирование целостных систем управления — развитие идеи конструирования организаций. Сб. докл. на Республ. н.-т. конфер. по структурам управления промышленными комплексами. Таллин, 1973.
- Грани проблемы. // На стройках России, 1973. — Рец. на кн.: Авдеев А. Ю., Смирнов-Черкезов А. И. Усилитель интеллекта.
- * Персиц Д. Б. Никаноров С. П. Пономарев Ю. В. Планирование и управление при поточно-стадийной технологии строительства АЭС. // Энергетическое строительство. — М.: Энергия, 1973. — № 10 (148). — С. 78-82
- Методы создания систем организационного управления — история и перспективы. // Тр. XIII Междунар. конгресса по истории науки. — М., 1974. — Секция 1а. — С. 118—120.
- Теория систем — вот научная основа совершенствования организаций // Экономика и математические методы. — М., 1974. — Т. X. Вып. 6. — С. 1204—1205.
- Совершенствование, создание и развитие организаций на основе теории систем // Методологические проблемы теории организации / Сб. статей. Отв. ред. М. И. Сетров. Л.: Наука. Ленингр. отд-ние, 1976. С. 41-51.
- Никаноров С. П., Персиц Д. Б. Об одном направлении в развитии теории систем и его значении для приложений // Вопросы кибернетики. Вып. 32. Под редакцией Б. В. Бирюкова, В. А. Веникова. — Академия наук СССР. Научный совет по комплексной проблеме «Кибернетика». М.: Изд-во АН СССР, 1977. С. 74-89.
- Совершенствование, создание и развитие организаций на основе теории систем / С. П. Никаноров. — В сб.: Кибернетику — на службу коммунизму. Проблемы исследования и управления в больших системах энергетики / Под ред. акад. А. И. Берга. — М.: Энергия, 1977. — Т.8. — С. 31-40.
- Никаноров С. П. Писарев А. М. Семенов В. Н. Унифицированная система организационно-распорядительной документации. (ГОСТ, разд. «Строительство»). /Госстандарт СССР. — М.: Стандарты, 1978.
- Результаты и проблемы осуществления идеи концептуального проектирования сложных систем. // III Всесоюз. Конф. по проблемам управления развитием систем (КУРС-III): Сб. тез. докл. — Петрозаводск, 17-20 июля 1984 / Научный совет по проблеме «Кибернетика» АН СССР. — Петрозаводск: РИО Петрозаводского ун-та, 1984.
- Опыт концептуального проектирования крупномасштабной системы управления развитием. // IV Всесоюз. Конф. По проблемам управления развитием систем (КУРС-IV): Сб. Тез. Докл., Рига, 16-19 декабря 1986. /Научный совет по проблеме «Кибернетика» АН СССР. — Рига, 1986. — Ч. 1. — с. 64-67.
- Характеристика и область применения метода концептуального проектирования систем организационного управления (КП СОУ) // Концептуальное проектирование систем организационного управления (КП СОУ) и его применение в капитальном строительстве: Сб. науч. трудов ЦНИИЭУС. М., 1989. С. 8-29.
- О некоторых проблемах управления целевыми программами. // Экономика строительства. 1990. № 3. С. 30-35.
- Интервью газете «За науку». // За науку. 1992. 7 февр. № 5-6. С. 3-6.
- Системы организационного управления и проблемы их проектирования: концептуальный подход. // Управление проектами в СССР: Сб. Докл. Междунар. Симпоз., Москва, 27-31 мая 1991. — М.: Аланс, 1993. — Т. 2. — С. 91-100.
- Социальные формы постижения бытия // Вопросы философии. — 1994. — No 6. — С. 64-70.
- «Введение в концептуальное проектирование АСУ: анализ и синтез структур» (М.: Изд-во РВСН, 1995)
- Метод концептуального проектирования систем организационного управления и его применение // Социология: 4М. 1996. N 7. C. 29-52.
  - http://ecsocman.hse.ru/text/16096379/
- АСУ: взгляд из 90-х в 60-е. К 70-летию первого в стране Главного конструктора «АСУ завода» Юрия Михайловича Репьева // Экономическая газета. 1999. № 39-40.
- Побиск Георгиевич Кузнецов. Идеи и жизнь / [Сост. и ред. С. П. Никаноров]. — М. : Концепт, 1999. — 187 с. — ISBN 5-88981-030-8
- Системный анализ: этап развития методологии решения проблем США / С. П. Никаноров // Системное управление. Проблемы и решения. — 2001. — № 12. — С. 62-87.
- Философия для физтеха / С. П. Никаноров // Экономическая и философская газета. — 2003. — № 41.
- Опыт прикладного применения системного анализа / С. П. Никаноров. — Москва : Концепт, 2006. — 344 с.
- Теоретико-системные конструкты для концептуального анализа и проектирования. М.: Концепт, 2006. 312 с.
- Кучкаров З. А. Никаноров С. П. Солнцев Г. В. Шабаров В. Н. Исследование социально-экономических систем. Методология. Теория. Следствия. — М.: Концепт, 2007. 844 с.
- Теоретико-системные конструкты для концептуального анализа и проектирования / С. П. Никаноров. — 2-е изд., стер., препр. — Москва : Концепт, 2008. — 311 с. — (Серия «Концептуальный анализ и проектирование». Методологическое обеспечение). — ISBN 978-5-88981-077-3
- Никаноров С. П. Концептуализация предметных областей. — М.: Концепт, 2009. — 268 с.
- Уроки СССР. Исторически нерешенные проблемы как факторы возникновения, развития и угасания СССР. — М., 2011.

Другие работы в журнале «Системное управление. Проблемы и решения» см. .
Переводы
- Оптнер С. Л. Системный анализ для решения деловых и промышленных проблем: монография / С. Л. Оптнер; Пер. с англ. и вступ. ст. С. П. Никанорова. — М. : Советское радио, 1969. — 216 с.
- Янг С. Системное управление организацией = Management: a Systems Analysis: научное издание / С. Янг; пер.: Э. А. Антонов, А. В. Горбунов, Г. И. Шепелев; ред.:С. П. Никаноров, С. А. Батасов. — М. : Сов. радио, 1972. — 456 с.

Как отмечал Бродский В. А., при переводе монографии С. Оптнера на русский язык С. П. Никаноров ввел в научный оборот множество новых терминов, что обсуждалось на семинарах по системному анализу, которыми Никаноров руководил в Политехническом музее. В БРЭ замечается, что именно после выхода этой монографии в отечественной литературе получил широкое распространение термин «системный анализ».
С. П. Никаноров являлся инициатором перевода книг С. Оптнера и С. Янга.